# Flap de caída del borde de ataque

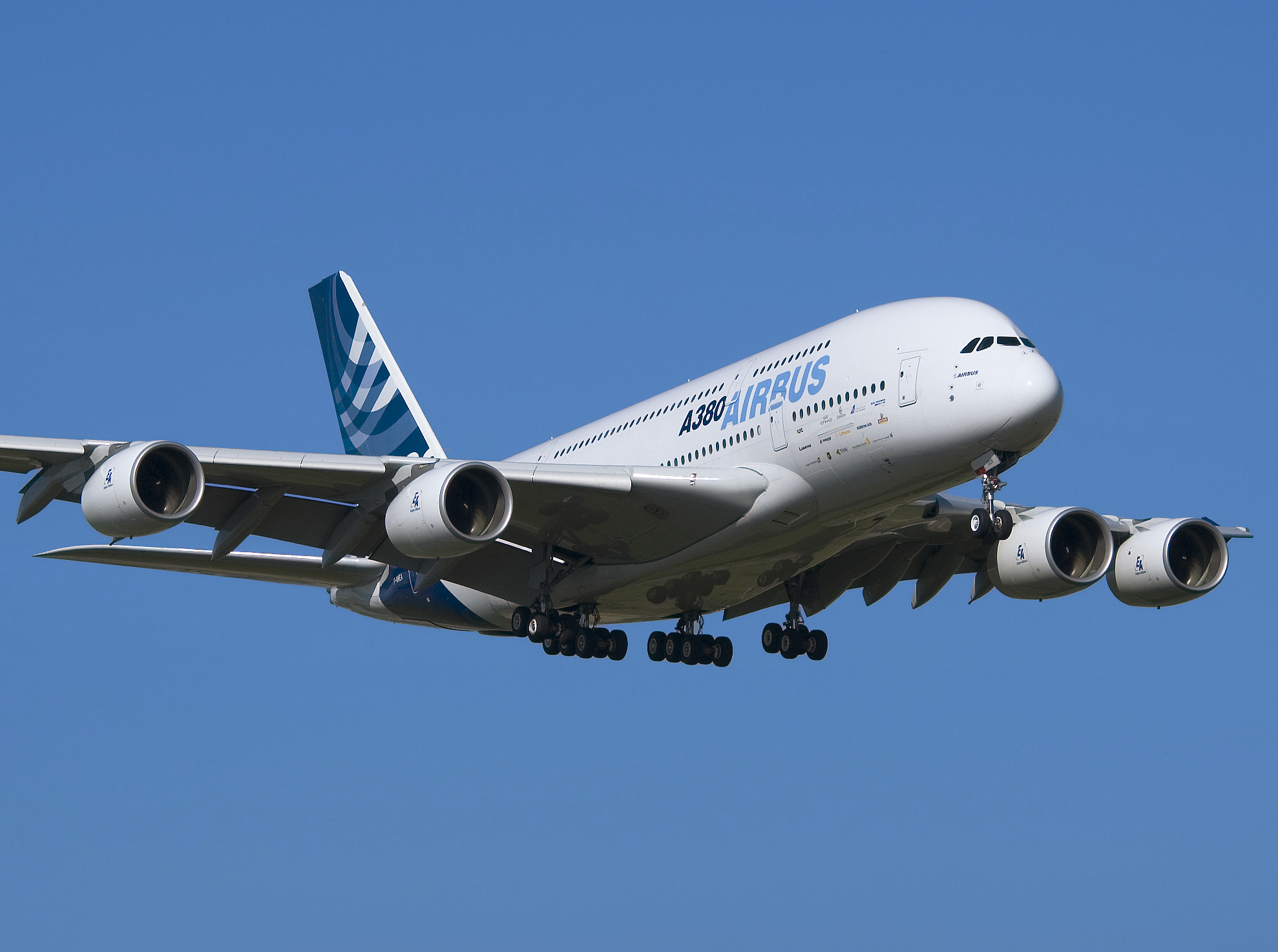
Airbus A380 aproximándose para aterrizar, con los alerones desplegados visibles entre el fuselaje y los motores internos

El alerón de borde de ataque es un dispositivo situado en el borde de ataque de las alas de los aviones, diseñado para mejorar el flujo de aire en ángulos de ataque elevados. El alerón es similar al slat del borde de ataque y al alerón Krueger, pero con la diferencia de que toda la sección del borde de ataque gira hacia abajo, mientras que el slat y el alerón Krueger son paneles que se alejan del borde de ataque del ala cuando se despliegan.

## Ubicación
Un flap de borde de ataque comprende la parte delantera redondeada de un ala, en forma móvil. El Airbus A380 tiene flaps entre el fuselaje y cada motor interior, en el borde delantero de la parte más gruesa de cada ala. Las primeras variantes del Hawker Siddeley Trident tenían dos flaps en el exterior de cada ala y un flap Krueger en la sección más cercana al fuselaje.

## Uso y efecto
Los alerones funcionan junto con otros dispositivos de gran sustentación de una aeronave para aumentar el arqueamiento del ala y reducir la velocidad de entrada en pérdida. En el Airbus A380, la primera fase de selección del dispositivo de sustentación despliega los alerones (denominados «droop noses» por Airbus) y los slats del borde de ataque situados más hacia el exterior del ala; los flaps principales comienzan a extenderse cuando se selecciona la segunda fase. Las secciones variables del A380 pueden inclinarse hasta una posición 22 o 25 grados más baja que su posición replegada. Otra función de los alerones en el A380 es cambiar las características de pérdida del ala. Los diseñadores del A380 descubrieron que el flujo de aire entre los motores se separaba de la superficie del ala antes de llegar al flujo de aire entre el motor y el fuselaje, una característica indeseable. Añadir un droop entre el motor y el fuselaje solucionó el problema, mientras que el uso de un slat en el borde de ataque no lo habría solucionado debido al espacio (o ranura) que se crea entre el slat y el ala cuando se despliega el slat. 

## Aeronaves con droop flaps
- Airbus A380
- Airbus A350
- Dassault Falcon 20
- Hawker Siddeley Trident
- Mikoyan-Gurevich MiG-23
- Northrop F-5